# Orestes mouhotii
Orestes mouhotii är en insektsart som först beskrevs av Bates 1865.  Orestes mouhotii ingår i släktet Orestes och familjen Heteropterygidae. Inga underarter finns listade i Catalogue of Life.